# Fotodermatoza
Fotodermatoza – choroba skóry spowodowana ekspozycją na światło słoneczne, związana z nadwrażliwością na promieniowanie UV, zależna od mechanizmów immunologicznych lub czynników egzogennych.
Nadwrażliwość mogą spowodować niektóre substancje znajdujące się w pożywieniu lub stosowane jako leki bądź kosmetyki, wykazujące tzw. działanie fototoksyczne. Do substancji tych należą niektóre środki spożywcze, barwniki, dziegcie, substancje roślinne. Gdy nadwrażliwość na promieniowanie wynika z zakłóceń układu odpornościowego, mówi się o fotoalergiach albo fotouczuleniach. Najczęstszym z nich jest tzw. polimorficzna osutka świetlna (ang. polymorphous light eruption, PLE), dotycząca 10-20% populacji.
Fotodermatozom można zapobiec stosując preparaty ochronne z filtrami UV.

Przeczytaj ostrzeżenie dotyczące informacji medycznych i pokrewnych zamieszczonych w Wikipedii.